# Cholent

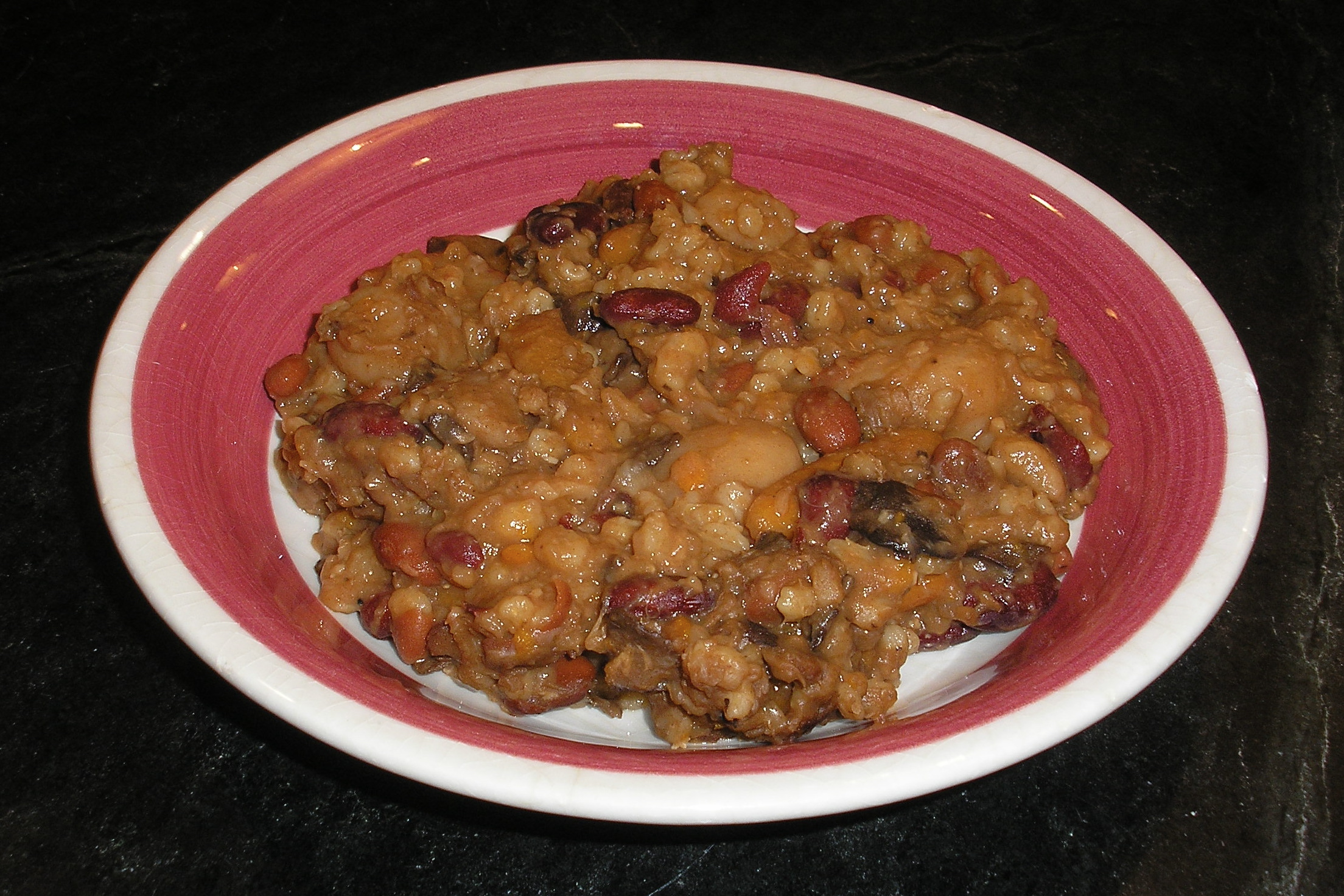
Cholent vegetal que incluye: patatas, granos de cebada, judías, zanahoria picada, dedos de ajo, setas y cebollas fritas.

El chólent (procedente del este de Europa en yidis טשאָלנט tsholnt) o shalet (procedente de la zona occidental de Europa en yidis שאלעט shalet) es un plato tradicional de los judíos ashkenazi, se trata de un cocido (o a fuego lento) lo que permite que se pueda cocinar lentamente durante muchas horas (a menudo por 24 horas o más) sobre una llama o dentro de un horno (activado a una baja temperatura) o en una olla de cocción lenta. Esta larga cocción permite servir los platos o cuencos sin cocinar en el Shabbat (la fiesta judía del Sábado). En la cocina sefardí el equivalente a este plato es jamín ("[alimento] caliente") y la adafina. 
El chólent es el plato principal que se sirve caliente (significa "calentado") durante la comida del Shabbat (los sábados tras los servicios religiosos matutinos de la sinagoga) en las casas muy tradicionales judías, especialmente entre los ortodoxos. El Cholent se sirve también en el Shabbat en las sinagogas durante la celebración del kiddush y tras la conclusión de los servicios del shabbat. Se sirve igualmente a menudo en el bar o bat mitzvah o recepción de Shabbat, así como en la recepción de la celebración del aufruf en el Shabbat cuando llaman al novio a la lectura de la Torá durante el Shabbat anterior a la semana que se vaya a casar.

## Alimentos de Shabbat

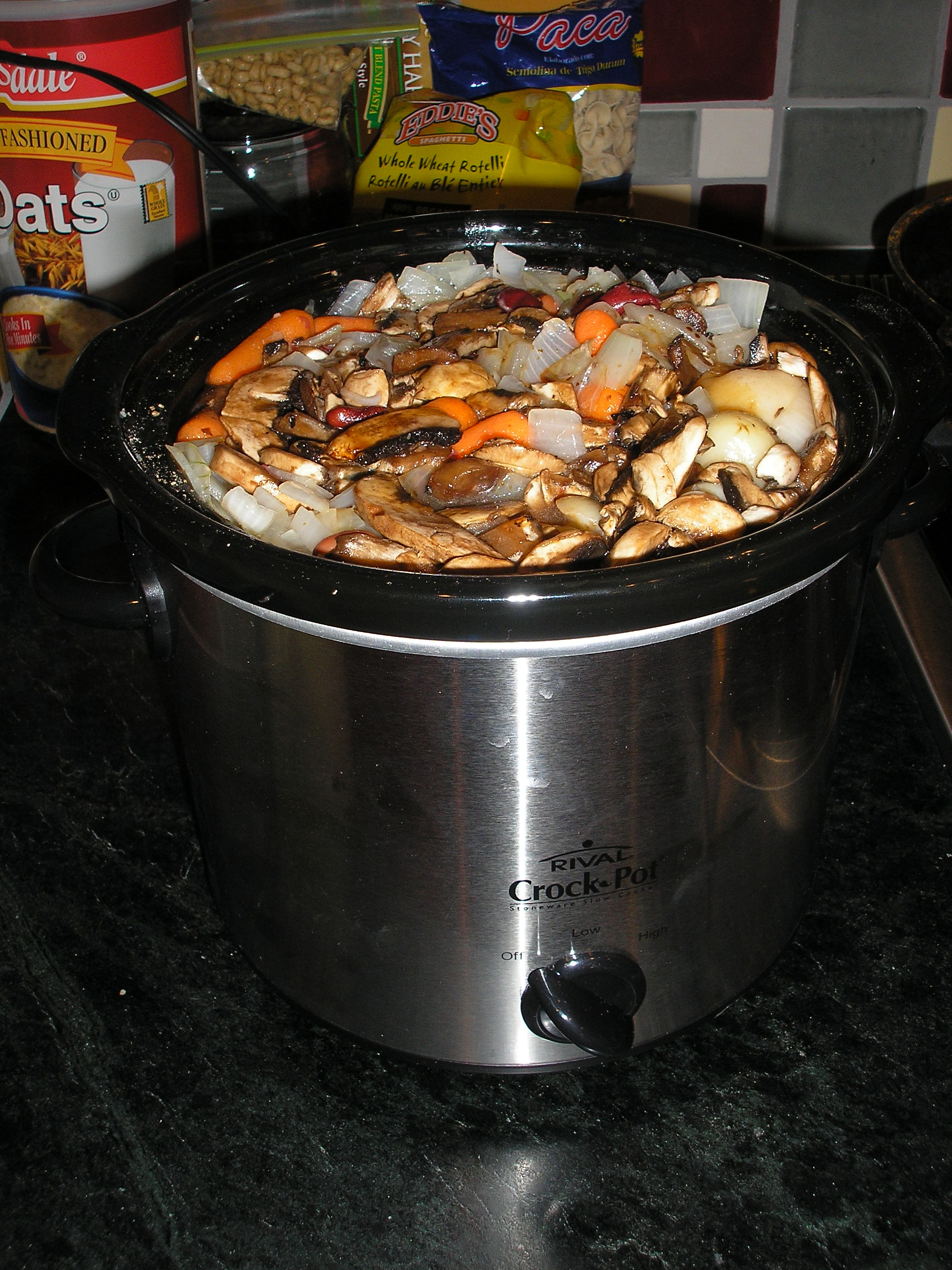
cholent vegetariano preparado en una olla para ser lentamente calentado durante la tarde-noche del viernes antes del Shabbat.

El chólent muy rara vez se come los días de entre semana debido a que está asociado a la comida del Shabbat por un número de razones, existen versiones de chólent preparado en las tiendas kosher (y en delicatessen) allí donde se concentran comunidades de judíos ortodoxos. El chólent no se puede congelar bien en un frigorífico y por esta razón debe ser cocinado fresco cada semana. Es considerado por su contenido variado un plato demasiado fuerte comparado con otros alimentos "más ligeros" servidos durante los días laborables de entre semana, tal y como lácteos, ensaladas, sopas, pescado o pollo. 
El judaísmo enseña a sus creyentes que durante el Shabbat una persona está dotado de un "alma extra" (conocida como la neshamá ieterá en hebreo) que manifiesta como una capacidad creciente en el consumo de alimentos durante los almuerzos del Shabbat. Existe por lo tanto una justificación espiritual para ingerir un "plato fuerte" tan lleno de ingredientes durante el periodo del Sabat, cuantitativamente y cualitativamente, como el chólent, existen otros alimentos fuertes que se comen durante el Shabbat como son el kishka, kugel, hígado picado y otras variedades que no se suelen tomar en los días de entre semana.

## Etimología de la Palabra
La palabra cholent se piensa que tiene su origen etimológico del viejo francés chaud que significa "caliente" y lent que significa "lento". Otros investigadores creen que la palabra proviene del latín calentem, que significa "calor", aun otros creen que la palabra deriva del hebreo shoalin, que significa "cocinado". El término jamín de los Sefardís proviene del hebreo o arameo y es mencionado en la Mishná, Tratado del Shabbat (3:1).
Otras hipótesis acerca de la etimología de la palabra mencionan que puede tener su origen en la palabra "shelán", que significa "lo que pernocta" esta denominación hace referencia a la vieja forma de cocinar en las familias europeas colocando los potes en el horno de cocinar el pan, o en el calor que despiden las chimeneas para que se fuera calentando durante la noche del viernes previa al shabat.

## Disfrute delOneg Shabbaty el chólent
El judaísmo clásico requiere que durante el Shabbat y durante la vacación sabática se sea "honorable" en formas de que pueden ir desde apoyar los servicios judíos a la oración y la lectura de la torá en la sinagoga. De la misma forma es costumbre bañarse los viernes y vestirse con las mejores galas en honor del Shabbat (lijvod Shabbat) así como comprar, preparar y comer la mejor y más tradicional alimentación que se pueda conseguir. Las comidas festivas formales (conocidas también como seudat mitzvá) son un elemento importante en la celebración del Shabbat y de las vacaciones sabáticas. 
Incluido en la noción de oneg Shabbat ("disfrute en/del Shabbat") está el requerimiento de que los alimentos calientes deben ser servidos y comidos y que la zona del comedor sea calentada ligeramente para que se el Shabbat sea un placer y una experiencia grata durante el acto de la comida. Esta es una importante razón mediante la cual, por ejemplo, durante el viernes por la noche se sirve de forma tradicional sopa de pollo. La ingesta de un cholent bien cocinado y servido caliente es el punto álgido del oneg Shabbat como principal parte del Shabbat. Sin embargo la ley judía estipula que no deben manipularse ni luces, ni fuegos que facilitan la elaboración de los alimentos (cocinar) durante el transcurso del Shabbat. Por lo tanto todo lo que se ponga en el horno o se encienda debe estar preparado y encendido la noche del viernes antes de la llegada oficial del Shabbat, es decir en el intervalo anterior del ocaso o "periodo de iluminación por velas" que dura cerca de ochenta minutos. Hay excepciones a esta regla en algunas de las vacaciones sabáticas en las que si no se permite cocinar, por lo menos se puede encender un horno, esto se deriva de la ley de la Torá (Eruv en la comida).

## Características
No existe una receta estándar para la receta del cholent. Las recetas varían de acuerdo a las disponibilidades regionales de los ingredientes en las diferentes áreas de Europa, donde los judíos han convivido durante cientos de años y en algunos casos milenios. Se puede decir que el núcleo básico de los ingredientes es que deben ser kosher: vaca (a menudo costillas que requieren largos periodos de cocción) -o carne de gallina que aguanta igualmente más tiempo cocinando, carne de pavo, ternera, o frankfurters- todo ello combinado con gran variedad de verduras frescas que pueden ser: cebolla, patata y cualquier tipo de granos: judías, cebada, todos ellos permiten largos periodos de cocción. Otras verduras pueden ser zanahorias, batatas, tomates, salsa de tomate, kétchup, miel, fruta seca, pimientos, y/o pimienta negra todo ello añadido antes de ser cocinado. Para saborizar el plato seuele saltear algunas cebollas hasta que se caramelicen, algunas recetas añaden cerveza o whisky al cholent para proporcionar sabor. Uno de los ingredientes más habituales es la salchicha kosher Kishka.

## Criptojudaismo
Con la prohibición de la residencia de judíos practicantes en 1492, por el Decreto de la Alhambra, y su consiguiente conversión al catolicismo, para quienes quisieran (o tuvieran) que permanecer en los territorios declarados, les fue necesario adaptarse a nuevas costumbres o adaptarlas de manera no ir a despertar sospechas ante la Inquisición Española para no ser juzgados por "judaizantes". Esto conllevó en un primer paso a reemplazar la carne por el cerdo.
De ahí posiblemente una connotación de los "marranos". Curiosamente entre los conversos se ´siguió llevando este plato como hasta hoy en día en sus descendientes en toda Hispanoamérica, p.Ej. en Antioquia, Colombia, los frisoles con garra. En España se les sigue llamando, judión, judías, etc. 

## Referencia Bibliográfica
- Finkel, Sara (1989). Classic Kosher Cooking. Southfield, Michigan: Targum Press Inc. ISBN 0-944070-14-0.